# بريطانيا شبه الرومانية

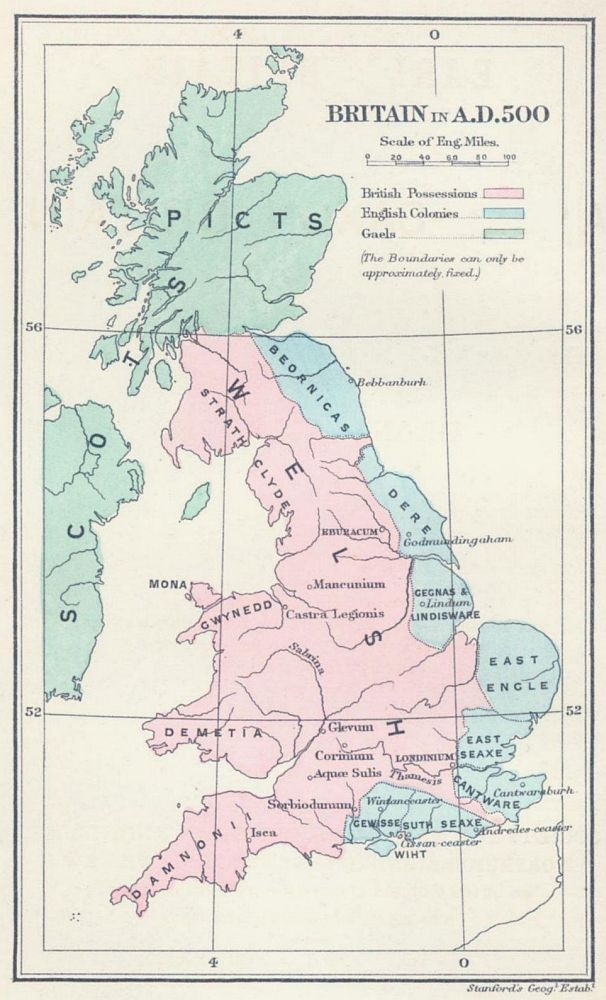

بريطانيا شبه الرومانية هي فترة العصور القديمة المتأخرة في بريطانيا العظمى، تغطي نهاية الحكم الروماني في أواخر القرن الرابع وأوائل القرن الخامس، وعواقبه في القرن السادس. استُخدم مصطلح «شبه الروماني» في الأصل لوصف البقايا الأثرية مثل الكسرات الفخّارية التي وجدت مواقع تعود للقرنين الخامس والسادس، والتي ألمحت إلى انحطاط الأواني المصنعة محليًا من معيار أعلى سابق كان موجودًا في عهد الإمبراطورية الرومانية. يستخدم الآن كثيرًا للإشارة إلى هذه الفترة التاريخية بدلًا من البقايا الأثرية. يستخدم مصطلح بريطانيا بعد الرومانية أيضًا، خاصةً في السياقات غير الأثرية.
رغم أن ثقافة بريطانيا استُمدت في تلك الفترة أساسًا من مصادر رومانية وكلتية، استوطن الساكسون أيضًا في المنطقة باسم فيوديراتي، كانوا في الأصل من ولاية سكسونيا السفلى في شمال غرب ألمانيا، رغم أن البريطانيين استخدموا مصطلح «ساكسون» لجميع القادمين من ألمانيا. تولى الأخيرون تدريجيًا مزيدًا من السيطرة، ما أدى إلى خلق إنجلترا أنجلوسكسونية في هذه الأثناء. كان البيكتيون في شمال إسكتلندا خارج المنطقة المعمول بها.

## معنى المصطلحات
تغطي فترة بريطانيا شبه الرومانية عادةً تاريخ المنطقة التي أصبحت لاحقًا إنجلترا منذ نهاية الحكم الإمبراطوري الروماني، الذي يرجع تاريخه عادةً إلى عام 410، حتى وصول القديس أوغسطينوس عام 597. يُعد التاريخ المحدد لنهاية هذه الفترة اعتباطيًا إذ استمرت الثقافة شبه الرومانية في شمال إنجلترا حتى دمج مملكة ريجد (مملكة بريغانتس) مع نورثمبريا عن طريق زواج سلالي في 633، ولفترة أطول في غرب إنجلترا، وكورنوال، وكُمبريا وويلز خاصةً.
جذبت هذه الفترة الكثير من النقاش الأكاديمي والشعبي، ويرجع ذلك جزئيًا إلى ندرة المواد المصدرية المكتوبة. يُستخدم مصطلح «بريطانيا بعد الرومانية» أيضًا لهذه الفترة، وخصوصًا في السياقات غير الأثرية؛ يطبق المصطلحان «شبه روماني» و«بعد روماني» على مقاطعة بريتانيا الرومانية القديمة، أي بريطانيا جنوب خط فورث-كلايد. يشبه تاريخ المنطقة الواقعة بين سورهادريان وخط فورث-كلايد تاريخ ويلز (انظر ريجد، برنيسيا، غودأودين، وستارثكلايد). وقعت شمال الخط منطقة قليلة السكان، شملت ممالك المياتي (في أنغوس)، ودالريادا (في أرغيل)، والمملكة التي زار قلعتها كاير بالقرب من إينفيرنيس القديس كولومبا. أشار الرومان إلى هذه الشعوب مجتمعة باسم بيكتي بيكتس، بمعنى «الأشخاص المدهونين».
يستخدم مصطلح «العصور القديمة المتأخرة»، المنطوي على آفاق أوسع، أكثر في الأوساط الأكاديمية، خاصةً عند دراسة تحولات الثقافة الكلاسيكية الشائعة في الغرب بعد الروماني؛ ولكن يُعد تطبيقه على بريطانيا في ذلك الوقت أقل نجاحًا. يمكن اعتبار هذه الفترة أيضًا جزءًا من العصور الوسطى المبكرة، إذا أُكد على الاستمرارية مع الفترات التالية. تستخدم الأعمال الشعبية (وبعض الأعمال الأكاديمية) مجموعة أسماء أكثر دراماتيكية لهذه الفترة: العصور المظلمة، أو العصر البريثوني، أو عصر الطغاة أو عصر آرثر.

## الأدلة الأثرية
يوفر علم الآثار أدلة إضافية لهذه الفترة، رغم أنها تختلف في طبيعتها عن التي توفرها الوثائق. اقترحت الآثار على ريتشارد ريس أن هجرة سكان المدن الرومانية وتطوير تنظيم الفيلات والعقارات بدآ بالفعل في القرن الرابع. يتميز القرنين الخامس والسادس في بريطانيا بانقطاع حاد في حياة المدينة، ربما كان ذلك عادةً فرض روماني مصطنع إلى حد ما على المشهد الحضري، يعتمد على المتطلبات العسكرية الإمبراطورية ومتطلبات الإدارة وجمع الضرائب؛ استُثنيت بعض المواقع: لندينيوم، إبريكوم، كانتربري، وروكستر وربما كامبريدج، لكن انقطاع التواصل في الأسقفية، «المؤسسة الأكثر مسؤولية عن نجاة المدن في بلاد الغال»، كما لاحظ إتش. آر. لوين، وقف ضد نجاة المدينة في بريطانيا. ولم ينجو نظام الفيلات الرومانية، الممثل بنحو خمسمئة موقع أثري؛ فعلى عكس بلاد الغال، لم ينجو في بريطانيا اسم فيلا واحدة إلى الفترة الجرمانية. ويحتمل أن نظام الفيلات لم ينجو من غارات البيكتيون الكارثية التي وقعت في عام 367 والأعوام التالية. 
انتهى البناء بالحجارة في الفترة شبه الرومانية. شُيدت المباني من مواد أقل متانة مما كانت عليه خلال الفترة الرومانية. ولكن، نجت البروشات والفخاريات والأسلحة من هذه الفترة. بذلت دراسة المدافن والمحارق، ومرفقات المقابر المرتبطة بها، الكثير من الجهد لتوسيع فهم الهويات الثقافية في تلك الفترة. أظهرت الآثار بعض الدلائل على استمرارية التعليم الروماني والتجارة مع البحر المتوسط والفن الكلتي.
كشفت الحفريات عن المستوطنات عن تغييرات محتملة في البنى الاجتماعية، وإلى أي مدى استمرت الحياة في بريطانيا دون تغيير في بؤر محددة خلال العصور الوسطى المبكرة. استُخرجت قمم التلال، المسماة « حصون التلال»، والكسترا والأديرة. كان العمل في المدن ذا أهمية خاصة. أظهر العمل على حصون التلال أدلة على التجديد، وكذلك على التجارة الخارجية، في هذه الفترة. وجدت إحدى أقدم الحفريات الرئيسية في تينتغل (رادفورد 1939). كشفت عن المباني المستطيلة وعن الكثير من الفخار المتوسطي. وفُسرت المباني في البداية على أنها دير، ولكن فُسرت لاحقًا بأنها معقل للأمراء ومركز تجاري. كانت هناك حفريات مهمة أخرى في ديناس باوس (ألكوك 1963) التي أظهرت أدلة على تصنيع المعادن. قاد ألكوك أيضًا الحفريات في جنوب كادبوري (ألكوك 1995). تبين الآن أن العديد من المواقع الأخرى احتُلت خلال الفترة شبه الرومانية، بما في ذلك حصون بيردوسوالد والشاطئ السكسوني.
أبرز العمل في مجال نظم الحقل وعلم الآثار البيئي مدى استمرار الممارسة الزراعية وتغييرها خلال تلك الفترة. ولكن لعلم الآثار حدود وخصوصًا في التأريخ. رغم أن تأريخ الكربون المشع يمكن أن توفر تقدير تقريبي، لكنه ليس دقيقُا كفاية لربط الاكتشافات الأثرية بالأحداث التاريخية. يُعد علم تحديد أعمار الأشجار دقيقًا كفايةً للقيام بذلك، ولكن لم يكتشف سوى بضع قطع خشبية مناسبة.
عادةً ما تكون العملات المعدنية الأداة الأكثر فائدة للتأريخ، ولكن ليس بالنسبة لبريطانيا شبه الرومانية نظرًا لعدم وجود عملات معدنية حديثة العهد يعتقد أنها أُدخلت للتداول بعد أوائل القرن الخامس.
هناك بعض الأدلة الأثرية للأنجلوسكسونيين والبريطونيين الذين عاشوا في نفس الموقع. مثل، في مقبرة واسبرتون ووركشير، حيث يمكن رؤية أسرة تتبنى الثقافة الأنجلوسكسونية لفترة طويلة.